# Čeněk Vinař
Čeněk Vinař (7. února 1835 Divišov – 16. prosince 1872 Praha) byl český varhaník a hudební skladatel.

## Život
Otec skladatelel, František Serafinský Vinař (1785–po r. 1868) byl český kantor, varhaník, kapelník rakouské vojenské hudby a archivář Stavovského divadla. Zkomponoval i několik pochodů a baletní hudbu pro baletního mistra Stavovského divadla Jana Raaba. U svého otce se Čeněk stal výborným klavíristou a varhaníkem. Nejprve byl učitelem klavíru v Mladé Boleslavi. V letech 1855–1856 studoval na Varhanické škole v Praze a stal se varhaníkem v chrámu sv. Mikuláše.
V roce 1857 odešel do Chorvatska a po krátkém působení v Petrinje byl jmenován katedrálním varhaníkem katedrály Panny Marie v Záhřebu. Komponoval zde zejména chrámovou hudbu, učil na škole Charvátského hudebního ústavu a založil i vlastní hudební školu. V roce 1861 se vrátil do Čech a byl varhaníkem a kapelníkem v Chrudimi. Zde se zapojil do obrozeneckého hnutí a podílel na založení pěveckého sboru Slavoj.
V roce 1862 přišel na vyzvání Jindřicha Fügnera do Prahy, aby se stal kapelníkem právě založené tělocvičného spolku Sokol. Vedle toho byl varhaníkem v chrámu sv. Ducha, učil na Ženském učitelském ústavu a založil vlastní hudební školu. V letech 1864–1865 vyučoval na Pražské konzervatoři sborový zpěv.
Zabýval se i hudební teorií. Napsal a vydal první českou učebnici instrumentace (1864).

## Dílo
Na počátku své kompoziční činnosti se věnoval převážně chrámové hudbě. Po návratu do Čech se stal součástí obrozeneckého hnutí. Komponoval skladby s národní tematikou a společenské tance pro české slavnosti. Dvě rozpracované opery nikdy nedokončil.
- Slavnostní mše C-dur (věnováno vlasteneckému biskupovi Josipu J. Strossmayerovi, 1858)
- Hymnus pro smíšený sbor a orchestr
- Mornar (mužský sbor)
- Koncert pro varhany a orchestr
- Národní ouvertura
- Česká hymna
- Slavnostní pochod k odhalení pomníku Fügnerova
- Ženský klep (mužský sbor)
- Slovan, směs písní slovanských pro klavír
- Husitská nevěsta (opera, libreto Ed. Herold, nedokončeno)
- Vodník (opera, libreto Karel Sabina, nedokončeno)